# Speculum virginum

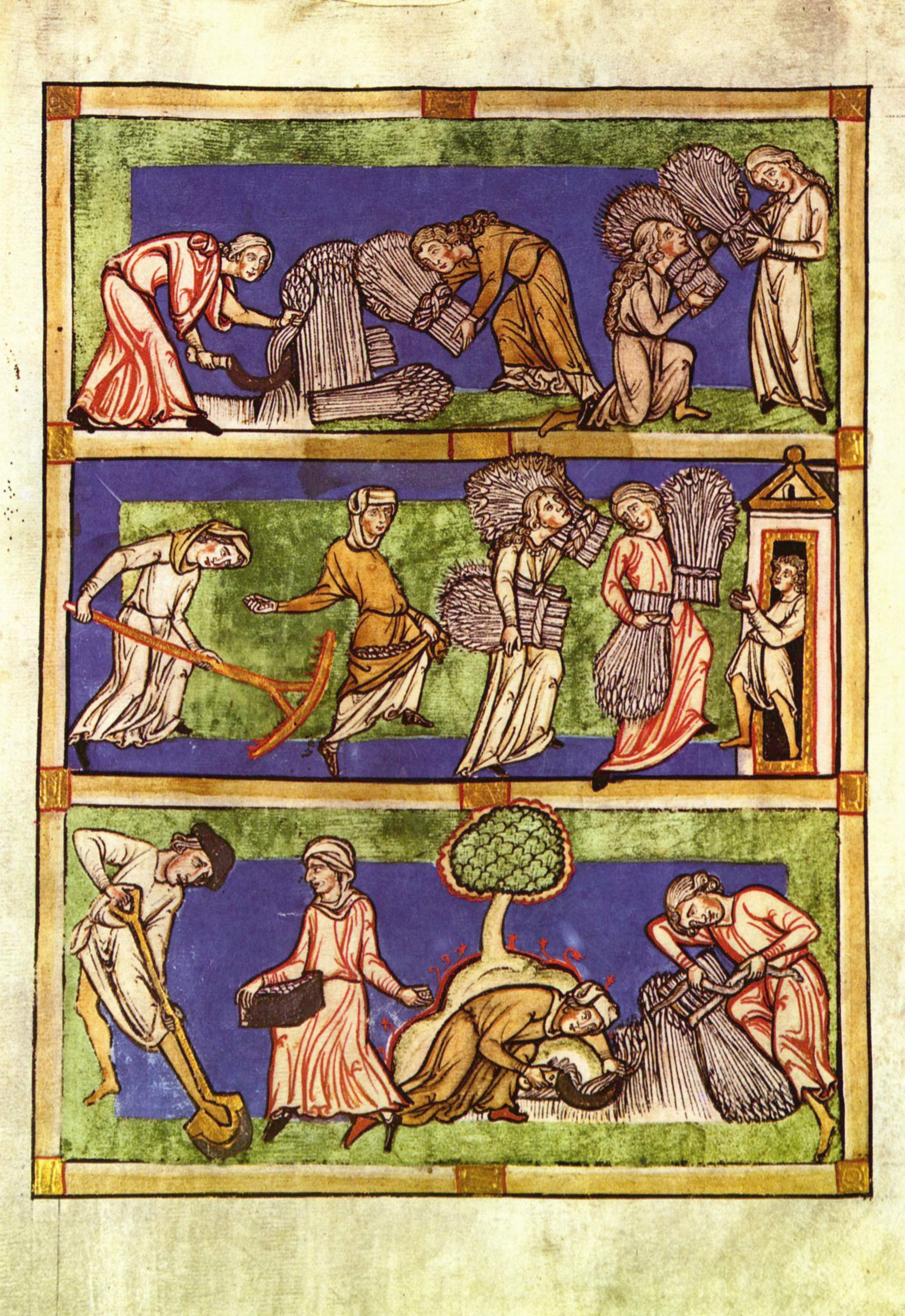
Auf das Gleichnis vom vierfachen Ackerfeld bezogene Allegorie der drei Stände der Frauen (Jungfrauen, Witwen, verheiratete Frauen) aus einer Handschrift des späten 13. Jahrhunderts. Die Jungfrauen ernten hundertfach, die Witwen sechzigfach und die Ehefrauen dreißigfach.

Das Speculum virginum, auch Jungfrauenspiegel, ist eine mittelalterliche Lehrschrift in zwölf Büchern, die in 24 Vollhandschriften und verschiedenen Exzerpten in lateinischer Sprache überliefert ist.

## Entstehung

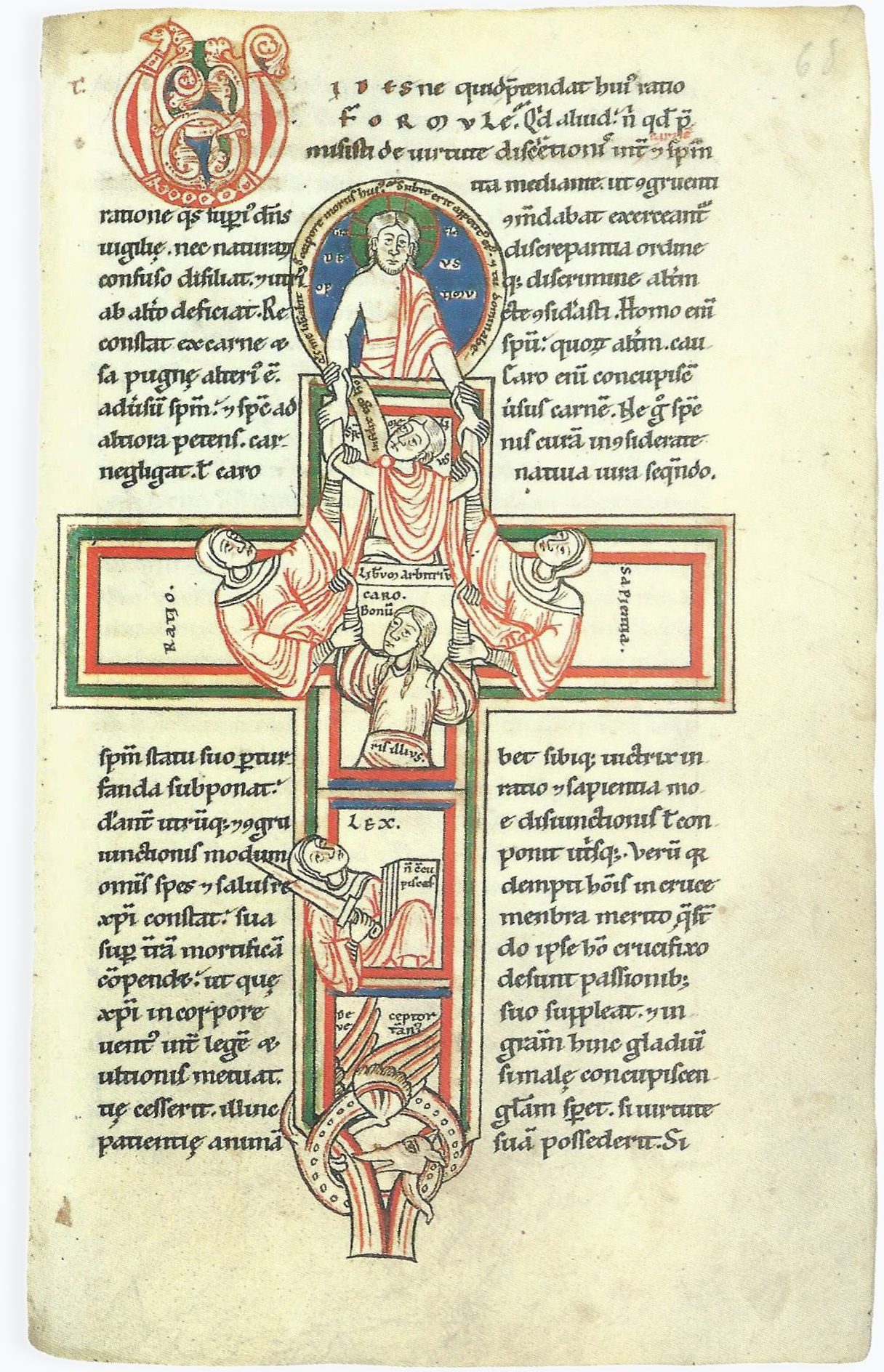
Kampf von Fleisch und Geist (Homo constat ex carne); aus einer Handschrift des 12. Jahrhunderts

Die Schrift entstand um das Jahr 1140 in der literarischen Tradition eines Spiegels (lat. speculum). Der Autor des Werkes ist nicht bekannt. Es wird zumeist dem benediktinischen Philosophen, Dichter und Musiker Konrad von Hirsau zugeschrieben, aber es könnte auch von einem unbekannten mittelrheinischen Regularkanoniker stammen.

## Inhalt, Form und Aufbau
Die Lehrschrift unterteilt sich in zwölf Bücher, in denen in einem Dialog zwischen dem Presbyter Peregrinus und der geweihten Jungfrau Theodora Fragen zum klösterlichen Leben und zur Christusnachfolge erörtert werden. Im Dialog zwischen den beiden fiktiven Personen in den Rollen des Lehrers und seiner Schülerin werden Grundlagen eines monastischen Lebens von Frauen vermittelt und veranschaulicht durch eine theologische Begründung, die historische Herleitung und pragmatische Einrichtung. Der Ermahnung zum rechten Tun, der Exhortatio, wird alles untergeordnet. Dazu gehört auch die Auslegung der Heiligen Schrift im allegorischen Sinn.
Methodisch reflektiert, nach den Richtlinien des mittelalterlichen Schulunterrichts und mit rhetorisch geschulter Prosa, wird die didaktische Wirkung unterstrichen. Sie steigert sich zu doxologischen Partien rhythmisch gebundener Reimprosa.
Zur Schrift gehört ein Einleitungsbrief. Jedes der zwölf Bücher, die sich in ihrer Länge unterscheiden, wird durch ein einleitendes doppelchöriges Epithalamium und durch ein Gedicht am Ende gerahmt. Das Epithalamium besteht aus 129 Versen, die ein neumiertes Akrostichon bilden. Vier frühe Handschriften weisen jeweils zu Beginn oder am Ende des Textes ein weiteres Lied auf.

## Illustrationen

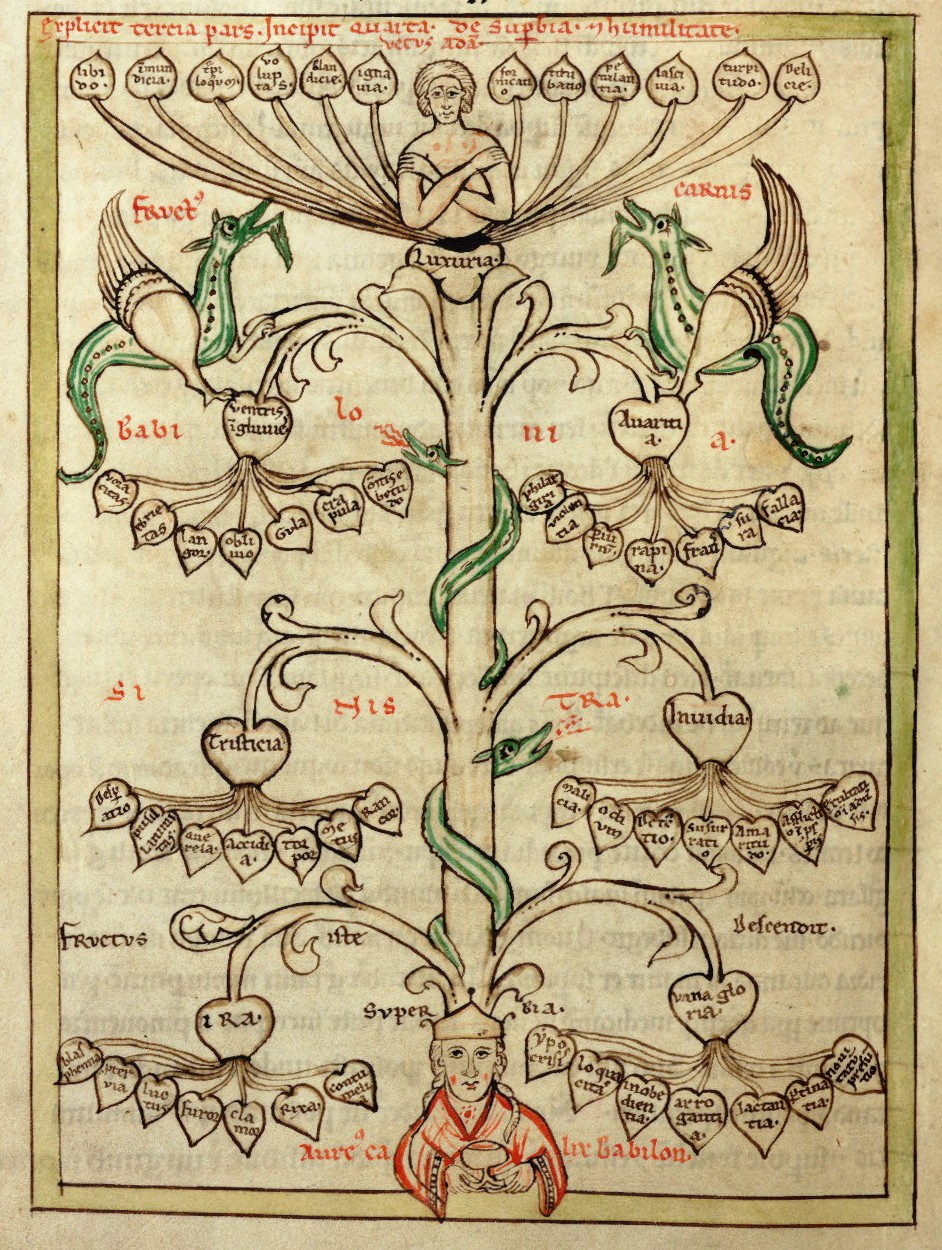
Der Baum der Laster, aus einer Handschrift der Zisterzienserabtei Himmerod um 1200. Den sieben Hauptlastern entspringen je die weiteren Laster, die sie hervorbringen. Die Wurzel des Stamms ist Superbia, sie hält zugleich den goldenen Kelch Belsazars, des Königs von Babylon.

Allen Handschriften der Hauptgruppe gemeinsam ist eine Folge von zwölf großen Illustrationen. Sie zeigen:
- 01: Die Wurzel Jesse
- 02: Das mystische Paradies
- 03: Den Baum der Laster
- 04: Den Baum der Tugenden
- 05: Der Sieg der Humilitas über die Superbia
- 06: Die Quadriga: die heilige Jungfrau mit dem Kind mit Johannes dem Täufer und dem Evangelisten Johannes
- 07: Die klugen und die törichten Jungfrauen
- 08: Die drei Stände der Frauen
- 09: Den Kampf von Fleisch und Geist
- 10: Die Leiter der hl. Perpetua
- 11: Die Herrlichkeit des Herrn
- 12: Die sieben Gaben des Heiligen Geistes

Es handelt sich um Federzeichnungen, die fast immer farbige Lavierungen aufweisen; sie zeigen die Protagonisten sowie die mystischen Visionen, die im Text diskutiert werden. Sie ordnen sich in das didaktische Konzept ein. Die großen, ausdrucksstarken Federzeichnungen gelten als exemplarisch für die Kunst dieser Epoche. Durch Textverweise sind die Bilder im Text verankert. Die Komposition wird dem Verfasser zugeschrieben.

## Rezeption
Das Speculum virginum wurde im 12. und 13. Jahrhundert breit rezipiert und gibt wesentliche Einblicke in die Probleme der Zeit, bei der theologische Fragen ebenso diskutiert werden wie die innere Erneuerung der Kirche. Auch gilt es als frühes Zeugnis für den Einfluss von Frauen an der Reformbewegung der Kirche. Die Schrift wurde ins Mittelniederländische und Altschwedische übersetzt.